# Степан Чеховський
Степа́н Чехо́вський (ім'я також Стефа́н; 21 серпня 1884, Снятин — 30 червня 1952, Явас) — український греко-католицький священник, довголітній парох с. Біла, жертва радянських репресій. Слуга Божий.

## Життєпис
Народився 21 серпня 1884 року в м. Снятин на Станиславівщині в сім'ї Андрія Чеховського і Пелагії з дому Дутчак. Навчався в міській школі і Коломийській українській гімназії. Восени 1905 року вступив до Львівської духовної семінарії і розпочав навчання на Богословському факультеті Львівського університету. Філософсько-богословські студії закінчив 1909 року, одружився з Анною Лушпинською, дочкою о. Леонтія Лушпинського (1844—1911), пароха в Трибухівцях біля Бучача, і того ж року був висвячений на священника.
Душпастирську працю розпочав 1 листопада 1909 року сотрудником у свого тестя о. Леонтія Лушпинського у с. Трибухівці, а після його смерті (†18.08.1911) став адміністратором парафії. 28 лютого 1913 року призначений адміністратором парафії села Висічка, а з грудня цього ж року був також сотрудником парафії в с. Стрілківці. 7 жовтня 1921 року отримав призначення на парафію в с. Братишів на Тлумаччині, де був парохом до 15 липня 1927 року. У 1926—1927 роках виконував обов'язки декана Тлумацького деканату. З 25 жовтня 1927 року — парох у селі Біла Чортківського повіту.
Крім священичих обов'язків займався просвітянською та суспільно-громадською працею. Найактивніша діяльність о. Степана випадала на період його душпастирювання в с. Біла. Активізував катехитичну працю і організував захоронку для дітей, запросивши для цієї роботи монахинь Згромадження Пресвятої Родини з Гошева. З ініціативи о. Степана розпочалось відновлення церкви та реконструкція її зі середини. На парафії організував церковний хор та оркестр. Щороку відбувались духовні реколекції під проводом оо. Редемптористів. Організував читальню «Просвіти» і був її головою. Також заснував в селі початкову «Рідну Школу», товариства «Сільський господар» та «Ощадний банк», з послуг яких мали можливість користати селяни Чортківського повіту та робітники.
В 1944 році о. Чеховський був змушений виїхати зі своєї парафії до Станиславова і владика Григорій Хомишин призначив його генеральним вікарієм на випадок арешту обох єпископів. Перебуваючи в Станиславові служив у містечку Лисець та селі Іваниківка. Заарештований радянськими органами безпеки 26 січня 1949 року. Звинувачений у проведенні антирадянської агітації. Засуджений 13 липня 1949 року особливою нарадою при МДБ СРСР до 25 років виправно-трудових таборів. Покарання відбував у Мордовській АРСР в селищі Явас. Там у 1952 році, вже будучи важко хворим на рак сечового міхура, мав нагоду зустрітись із митрополитом Йосифом Сліпим, у якого перед смертю сповідався. Митрополит писав до родичів отця Чеховського кілька разів, а також повідомив про його смерть. Помер 30 червня 1952 року, місце поховання невідоме.

### Беатифікаційний процес
Від 2001 року триває беатифікаційний процес прилучення о. Степан Чеховського до лику блаженних.

## Зауваги
1. ↑  Дату народження уточнено за: ДАІФО, ф. 631, оп. 1, спр. 589: Метрична книга про народження за 1883-1891 роки церква міста Снятин (тепер Снятинського району), арк. 15зв.